# Chá de cevada
O chá de cevada é uma infusão à base de grãos torrados feito de cevada. É um elemento básico em diversos países da Ásia Oriental, como China, Japão e Coreia. Possui um sabor tostado e amargo.
Na Coreia, o chá é consumido tanto frio quanto quente, geralmente consumido no lugar da água em diversas casas e restaurantes. No Japão é geralmente servido frio e é um popular refresco de verão. O chá também é amplamente disponibilizado em sachês de chá ou engarrafado na Coreia e no Japão.

## Etimologia
Na China, o chá de cevada é chamado de dàmài-chá (大麦茶; 大麥茶) ou mài-chá (麦茶; 麥茶), no qual dàmài (大麦; 大麥) ou mài (麦; 麥) significa "cevada" e chá (茶) significa "chá".
No Japão é chamado de mugi-cha (麦茶), que compartilha os mesmos caracteres do chinês mài-chá (麦茶; 麥茶), mas também é chamado de mugi-yu (麦湯), em que yu (湯) significa "água quente".
Na Coreia é chamado de bori-cha (보리차), em que o coreano nativo bori (보리) significa "cevada" e o sino-coreano cha (차; 茶) compartilha o mesmo significado "chá" do caractere chinês.
No taiwanês é chamado de be̍h-á-tê (麥仔茶), no qual be̍h-á (麥仔) significa "cevada" e tê (茶) significado "chá".

## História
A aristocracia japonesa consumia o chá desde o período Heian, samurais começaram a consumir no período Sengoku. Durante o período Edo, barracas de rua especializadas em chá de cevada tornaram-se populares entre as pessoas comuns.

## Disponibilidade

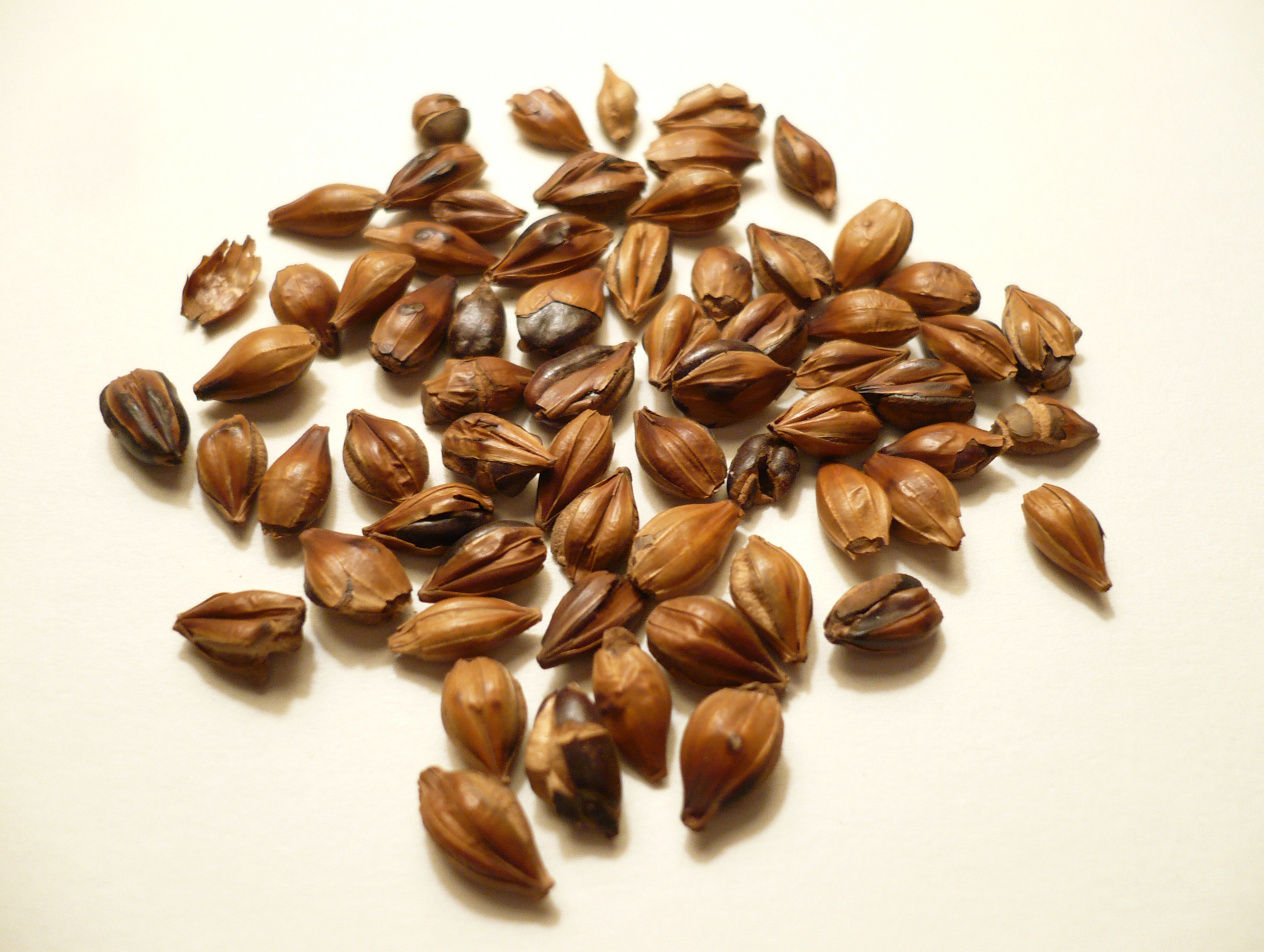
Grãos torrados de cevada

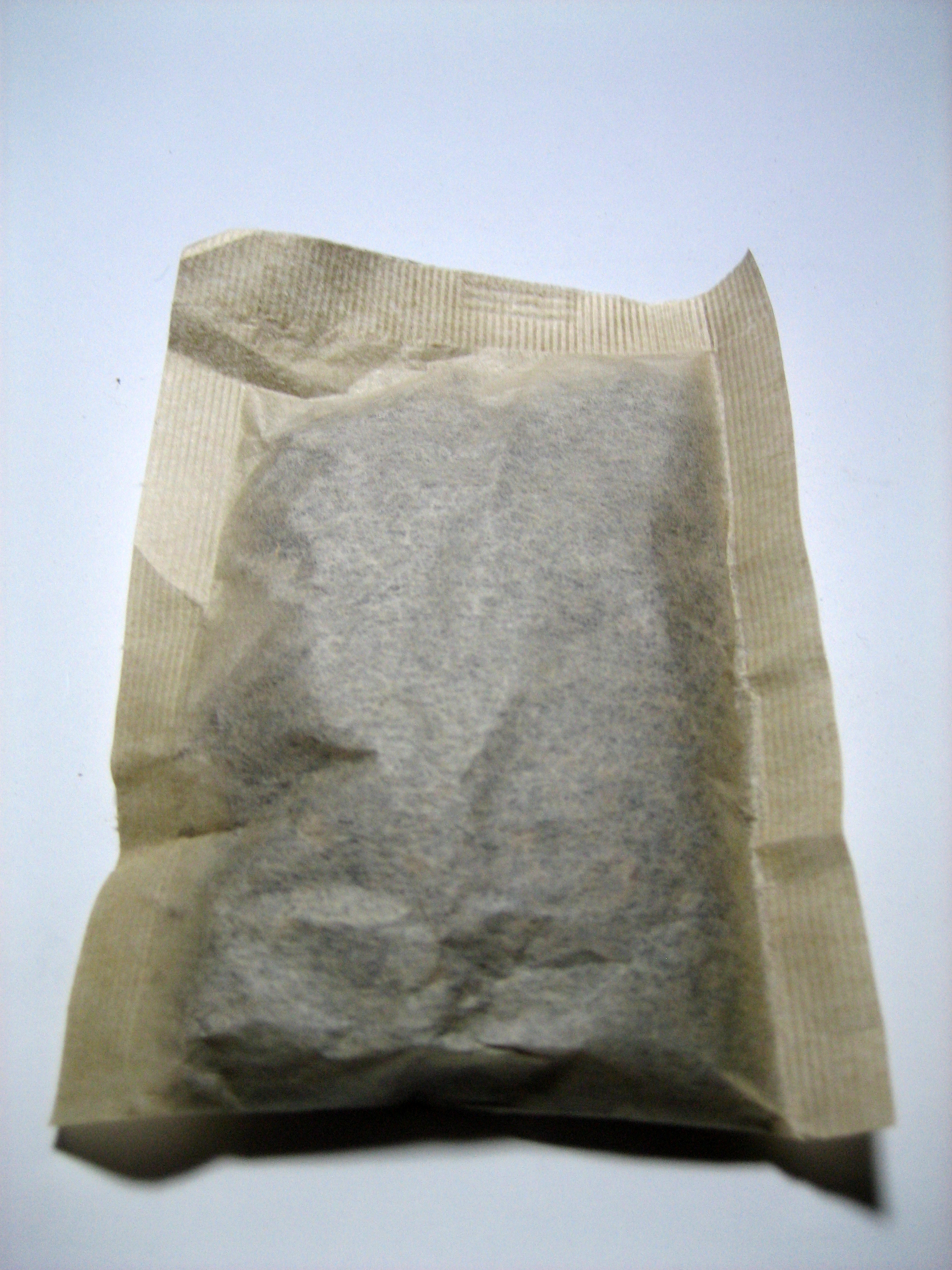
Um sachê de chá para uma jarra de chá de cevada

O chá de cevada pode ser preparado fervendo grãos de cevada torrados e não descascados em água ou preparando cevada torrada e moída em água quente. No Japão, sachês de chá contendo cevada moída tornaram-se mais populares do que os grãos de cevada tradicionais durante o início da década de 1980 e continuam sendo a norma hoje. O chá também está disponível pré-embalado em garrafas PET.

### Chá engarrafado
O chá de cevada engarrafado é vendido em supermercados, lojas de conveniência e máquinas de venda automática no Japão e na Coreia. Principalmente vendido em garrafas PET, o chá de cevada gelado é uma bebida muito popular durante o verão no Japão. Na Coreia, o chá de cevada quente em garrafas PET resistentes ao calor também é encontrado em máquinas de venda automática e em armários aquecidos em lojas de conveniência.

### Misturas com cevada e chás similares
Na Coreia, a cevada torrada muitas vezes é combinada com milho torrado, já que a sua doçura compensa ligeiramente o sabor amargo da cevada. O chá feito de milho torrado é chamado de oksusu-cha (chá de milho), e o chá feito de milho torrado e cevada torrada é chamado de oksusu-bori-cha (chá de milho e cevada). Várias bebidas semelhantes feitas a partir de grãos torrados incluem hyeonmi-cha (chá de arroz integral), gyeolmyeongja-cha (chá de semente de canafístula), e memil-cha (chá de trigo sarraceno).
O chá de cevada torrada, vendido na forma moída e por vezes combinado com chicória ou outros ingredientes, também é comercializado como substituto do café.